# Sano Tomoaki
Tomoaki Sano (sinh ngày 14 tháng 4 năm 1968) là một cầu thủ bóng đá người Nhật Bản.

## Sự nghiệp câu lạc bộ
Tomoaki Sano đã từng chơi cho Nagoya Grampus Eight, NKK, Avispa Fukuoka, Sagawa Express Tokyo và Mito HollyHock.